# Palicourea virens
Palicourea virens är en måreväxtart som först beskrevs av Eduard Friedrich Poeppig, och fick sitt nu gällande namn av Paul Carpenter Standley. Palicourea virens ingår i släktet Palicourea och familjen måreväxter. Inga underarter finns listade i Catalogue of Life.